# Madagaskar op de Paralympische Zomerspelen 2008
Tijdens de Paralympische Zomerspelen van 2008 die in Peking werden gehouden nam Madagaskar voor de 2e maal deel.

## Deelnemers

### Zwemmen
| Olympiër                     | Discipline  | Resultaat   | Prestatie   |
| ---------------------------- | ----------- | ----------- | ----------- |
| Josefa Harijaona Randrianony | Niet bekend | Niet bekend | Niet bekend |